# Mestre-geral da Ordem dos Pregadores
O Mestre-geral da Ordem dos Pregadores (ou Dominicanos) é a maior autoridade dessa ordem religiosa, fundada por São Domingos de Gusmão.
É eleito no âmbito dos capítulos gerais, que se reúnem a cada nove anos em sessão deliberativa e eleitoral. O colégio eleitoral é formado por ex-mestres-gerais da ordem, por todos os priores e definidores (conselheiros) provinciais, eventualmente representados por vigários, e outros delegados provenientes de cada uma das províncias.
Permanece no cargo por nove anos e não é reelegível. Como superior religioso, lhe é devida obediência e seu mandato, que começa imediatamente após a eleição, lhe confere ampla autoridade efetiva - à diferença das demais ordens religiosas – embora, na maior parte dos assuntos, governe e decida com o auxílio da cúria da ordem - que preside, assim como preside e convoca os capítulos gerais, os quais se reúnem a cada três anos e cuja função é unicamente deliberativa.
O primeiro mestre-geral foi o próprio fundador da ordem, Domingos de Gusmão, que entretanto só recebeu formalmente o título em 1221, durante o capítulo celebrado em Bolonha, pouco antes de sua morte. O primeiro mestre a representar oficialmente uma província foi São Raimundo de Penaforte.
Entre os mestres da ordem, incluem-se dois santos, sete beatos e um papa, além de numerosos veneráveis, servos de Deus, cardeais e bispos.
O atual mestre-geral é o filipino Frei Gerard Timoner III, eleito durante o capítulo geral convocado em Roma, na Itália, em 13 de julho de 2019.

## Mestres-gerais da Ordem dos Pregadores
1. Domingos de Gusmão (Espanha) 1216-1221
2. Jordão da Saxônia (Alemanha) 1222-1237
3. Raimundo de Penaforte (Espanha) 1238-1240
4. João de Wildeshausen (Alemanha) 1241-1252
5. Humberto de Romans (França) 1254-1263
6. João de Vercelli (Itália) 1264-1283
7. Munio de Zamora (Espanha) 1285-1291
8. Étienne de Besançon (França) 1292-1294
9. Nicolau Boccasini (Itália) 1296-1298
10. Alberto de Chiavari (Itália) 1300-1300
11. Bernardo de Iusico (França) 1301-1303
12. Aymericus Giliani (Itália) 1304-1311
13. Berenguel de Landória (França) 1312-1317
14. Hervé de Nédéllec (França) 1318-1323
15. Barnaba Cagnoli (Itália) 1324-1332
16. Hugo de Vaucernain (França) 1333-1341
17. Gerardo de Adaumario [Daumar] (França) 1342-1342
18. Pedro de Palma [Baume-les-Dames] (França) 1343-1345
19. Garin de Gyaco [Gy-l'Evêque] (França) 1346-1348
20. Jean de Moulins (França) 1349-1350
21. Simon Lingoniensis (França) 1352-1366
22. Elias Raymond (França) 1367-1380
23. Raimundo de Cápua (Itália) 1380-1399
24. Elias Raymond (França) 1380-1389
25. Nicolau de Troia (Itália) 1391-1393
26. Nicolau Vallisoletanus (Espanha) 1394-1397
27. João de Puinoix (França) 1397-1418
28. Tomás Paccaroni (Itália) 1401-1414
29. Leonardo Dati (Itália) 1414-1425
30. Bartolomeu Texier (França) 1426-1449
31. Pedro Rochin (França) 1450-1450
32. Guido Flamochet [ti] Avenionensis (França) 1451-1451
33. Martialis Auribelli Avenionensis (França) 1453-1462
34. Conrado de Asti (Itália) 1462-1465
35. Martialis Auribelli Avenionensis (França) 1465-1473
36. Leonardus Mansueti (Itália) 1474-1480
37. Salvus Cassetta (Itália) 1481-1483
38. Bartolomeu Comazzi (Itália) 1484-1485
39. Barnabas Sansoni (Itália) 1486-1486
40. Ioachim Torriani (Itália) 1487-1500
41. Vincente Bandello (Itália) 1501-1506
42. Ioannes Clérée (França) 1507-1507
43. Tomás Caetano (Itália) 1508-1518
44. García de Loaysa (Espanha) 1518-1524
45. Francesco Silvestri (Itália) 1525-1528
46. Paulus Butigella (Itália) 1530-1531
47. Jean du Feynier (França) 1532-1538
48. Agostinho Recuperati (Itália) 1539-1540
49. Alberto de las Casas (Espanha) 1542-1544
50. Francisco Romeo (Itália) 1546-1552
51. Stephanus Usodimare (Itália) 1553-1557
52. Vincenzo Giustiniani (Itália) 1558-1570
53. Seraphinus Cavalli (Itália) 1571-1578
54. Paulo Constabile (Itália) 1580-1582
55. Sixtus Fabri (Itália) 1583-1589
56. Hippolytus M. Beccaria (Itália) 1589-1600
57. Jerónimo Xavierre (Espanha) 1601-1607
58. Agostinho Galamini (Itália) 1698-1612
59. Seraphinus Secchi (Itália) 1612-1628
60. Nicólo Ridolfi (Itália) 1629-1642
61. Thomas Turco (Itália) 1644-1649
62. Ioannes-Bapt. Marini (Itália) 1650-1669
63. Juan Tomás de Rocaberti (Espanha) 1670-1677
64. António de Monroy (México) 1677-1686
65. António Cloche (França) 1686-1720
66. Agostinho Pipia (Itália) 1721-1725
67. Tomás Ripoll (Espanha) 1725-1747
68. António Bremond (França) 1748-1755
69. Juan Tomás de Boxadors (Espanha) 1756-1777
70. Baltasar de Quiñones (Espanha) 1777-1798
71. Pio Giuseppe Gaddi (Itália) ut Vic. Gen. Ordin. (1798-1806) ut Mag. Ordin. 1806-1814 ut Vic. Gen. Ordin. (1814-1819)
72. Joaquim Briz (Espanha) 1825-1831)
73. Franc.-Ferdinandus Jabalot (Itália) 1832-1834
74. Bened.-Mauritius Olivieri (Itália) 1834-1835
75. Tomas-Hyac. Cipolletti (Itália) 1835-1838
76. Angelus-Dom. Ancarani (Itália) 1838-1844
77. Vincente Ajello (Itália) 1844-1850
78. Vicente Jandel (França) ut Vic. Gen. Ordin. (1850-1855) ut Mag. Ordin. 1855-1872 Fr. Iosephus M. Sanvito (Italia), Vic. Gen. Ordin. (1873-1879)
79. Giuseppe Larroca (Espanha) 1879-1891
80. Andreas Frühwirth (Áustria) 1891-1904
81. Jacinto Cormier (França) 1904-1916
82. Ludovic Theissling (Holanda) 1916-1925
83. Bonaventura García de Paredes (Espanha) 1926-1929
84. Martin Stanislaus Gillet (França) 1929-1946
85. Manuel Suárez Fernandez (Espanha) 1946-1954
86. Michael Browne (Irlanda) 1955-1962
87. Aniceto Fernández (Espanha) 1962-1974
88. Vincent de Couesnongle (França)1974-1983
89. Damian Byrne (Irlanda) 1983-1992
90. Timothy Radcliffe (Inglaterra) 1992-2001
91. Carlos Azpiroz Costa (Argentina) 2001-2010
92. Bruno Cadoré (França) 2010-2019
93. Gerard Timoner III (Filipinas) 2019-

Observação: Os eleitos por duas vezes não consecutivas são contados apenas uma vez.